# 阿爾普巴赫河
47°42′37″N 11°45′05″E / 47.710367959402525°N 11.75135850906372°E

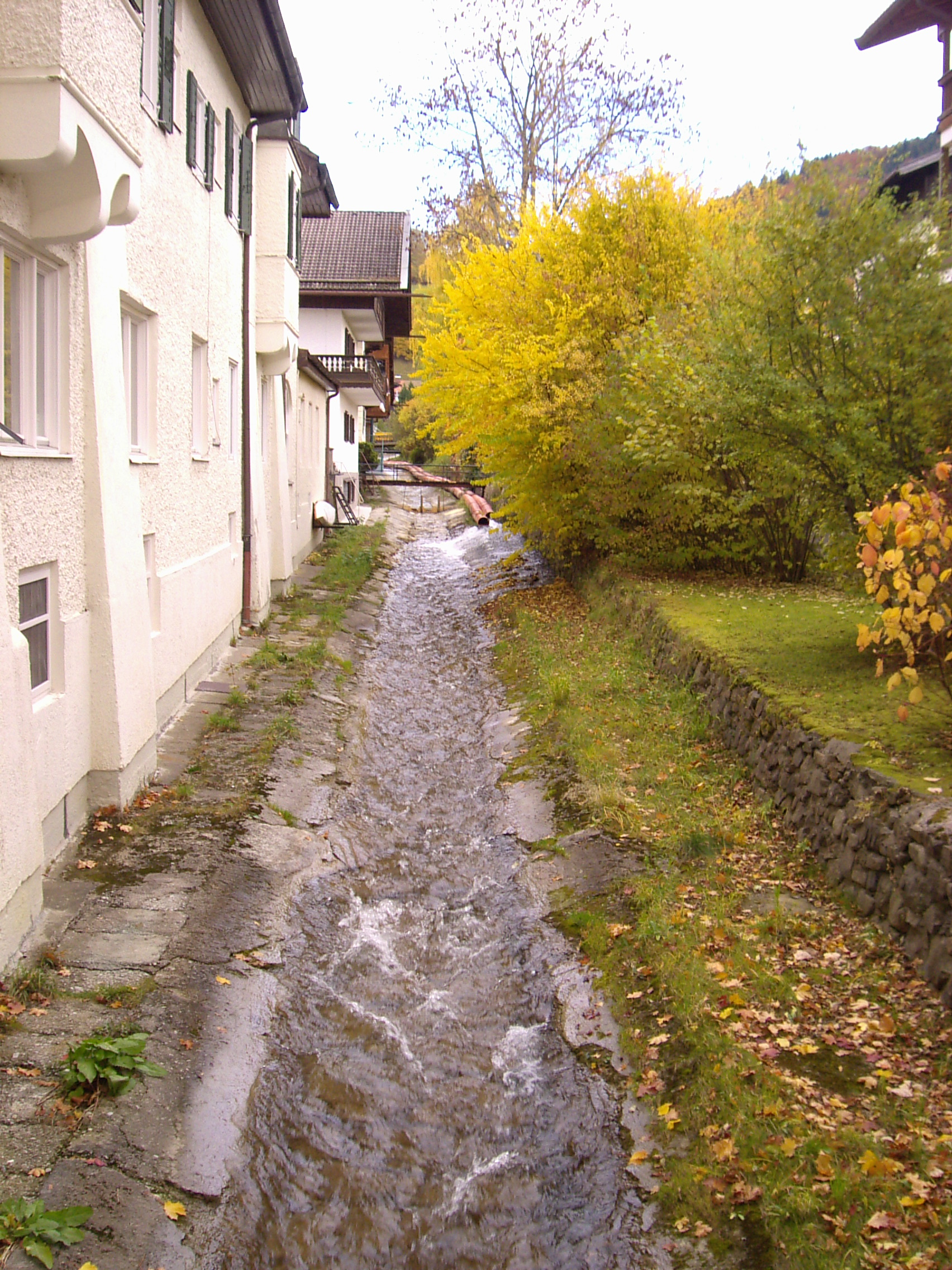

阿爾普巴赫河（德語：Alpbach），是德國的河流，位於該國東南部，由巴伐利亞負責管轄，河道全長4.8公里，流域面積8.3平方公里，最終在泰根塞注入泰根湖。